# Benedicto XI
Benedicto XI (en latín: Benedictus XI), de nombre secular Nicola Boccasini OP (Treviso, 1240-Perugia,  7 de julio de 1304) fue el papa 194.º de la Iglesia católica de 1303 a 1304.

## Biografía

### Carrera eclesiástica
De nombre Nicolás Boccasini, a los 14 años ingresó en la Orden de los dominicos en Venecia. 
Destacó por su inteligencia como maestro. 
Fue nombrado prior en Lombardía y en 1296, noveno Maestro General de la Orden de Predicadores.
Por sus cualidades estuvo encargado de una delicada misión diplomática en Flandes, donde obtuvo éxito, y a continuación el Papa le nombró cardenal en 1298. Fue obispo de Ostia. 
En la controversia con el rey Felipe el Hermoso de Francia, fue uno de los cardenales que permaneció fiel a Bonifacio VIII, con quien se refugió en el castillo de Anagni, siendo hecho prisionero y forzado sin éxito a abdicar. En el año 1303, ante la desaparición de la Casa de Árpád en Hungría en 1301, el papa deseaba que el joven príncipe Carlos Roberto de Anjou-Sicilia (nieto de María de Hungría, reina de Nápoles) fuese reconocido como rey, para lo cual él fue enviado a la ciudad real de Buda como legado papal.

## Papado

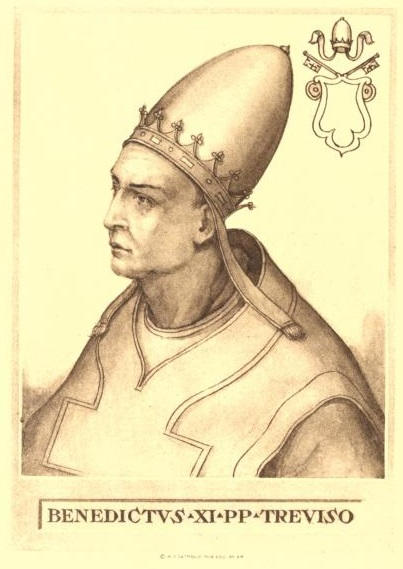
Retrato póstumo por Artaud de Montor (1842)

A la muerte de Bonifacio VIII, apenas un mes después de sufrir el ultraje de Anagni, el cardenal Bocassini fue elegido papa en 1303.
Mucho más conciliador que su antecesor, su breve pontificado se inició con la abolición de la excomunión dictada contra Felipe el Hermoso de Francia, pero se negó sistemáticamente a perdonar a los autores materiales de la ofensa sufrida por su predecesor en Anagni, excomulgando tanto a Guillermo de Nogaret, consejero del rey francés, como a Sciarra Colonna.
En diciembre de 1303 Benedicto XI absolvió, igualmente, a los cardenales de la familia Colonna y a sus parientes, de la excomunión del papa Bonifacio VIII; aun así como los bienes confiscados no les fueron restituidos, los Colonna se rebelaron contra el papa.

### Fallecimiento

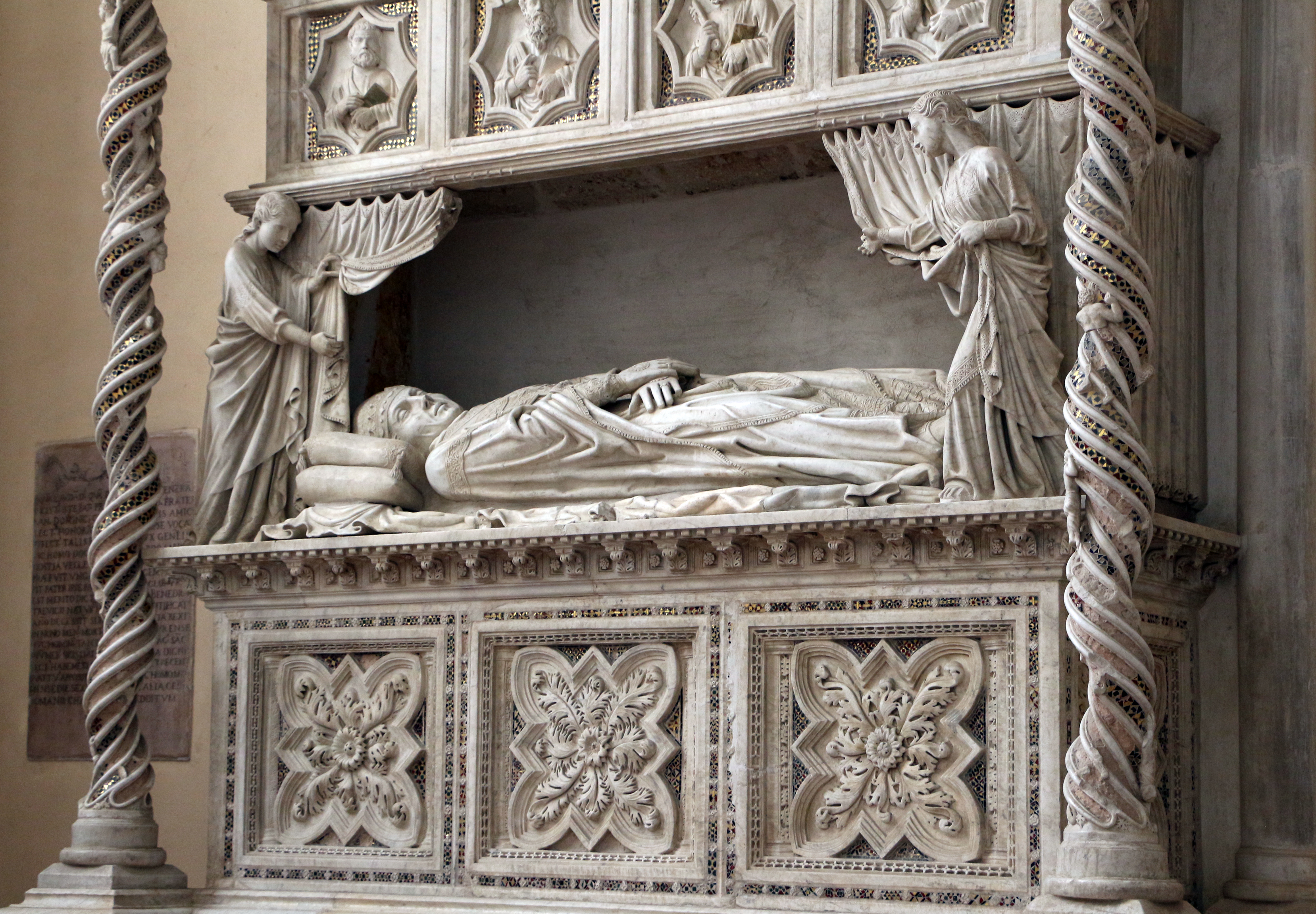
Tumba de Benedicto XI en la Iglesia de Santo Domingo de Perugia

Ante las pretensiones del rey Felipe IV de Francia de iniciar un proceso contra el papa Bonifacio VIII, ante la rebelión de la familia Colonna y el rechazo de los partidarios de su predecesor por absolver a Felipe y los Colonna, Benedicto XI creyó conveniente refugiarse en Perugia, una ciudad supuestamente más segura, donde murió, tras ocho meses de pontificado, el 7 de julio de 1304. Fue sepultado en la iglesia de Santo Domingo de Perugia
Por mucho tiempo se pensó que fue envenenado; algunos dijeron por orden de Guillermo de Nogaret, otros que por los partidarios de Bonifacio VIII e incluso acusaron a los franciscanos espirituales.
Lo más seguro es que muriera por una indigestión causada por higos.

## Culto
Algunos hechos extraordinarios acaecidos alrededor de la tumba de Benedicto XI fueron el motor de una devoción popular, que terminó en la beatificación del papa, en abril de 1736 por Clemente XII.
Su nombre se introdujo en el martirologio romano por disposición del papa Benedicto XIV en 1748. Su festividad se celebra el 7 de julio.

## Benedicto XI en la literatura
Las profecías de San Malaquías se refieren a este papa como Concionator patareus (El predicador de Patara), cita que hace referencia a su pertenencia a la Orden de los Predicadores.

## Sucesión
| Predecesor: Esteban de Besanzón   | Maestro General de la Orden de Predicadores 1296-1298 | Sucesor: Alberto de Chiavari  |
| Predecesor: Ugo Aycelin de Billom | Cardenal presbítero de Santa Sabina 1298-1300         | Sucesor: Vacante hasta 1303   |
| Predecesor: Leonardo Patrasso     | Cardenal obispo de Ostia 1300-1303                    | Sucesor: Niccolò Alberti O.P. |
| Predecesor: Leonardo Patrasso     | Cardenal obispo de Velletri 1300-1303                 | Sucesor: Niccolò Alberti O.P. |
| Predecesor: Bonifacio VIII        | Papa 1303-1304                                        | Sucesor: Clemente V           |